# Корнвердерзанд
Корнвердерзанд (нід. Kornwerderzand) — село в нідерландській провінції Фрисландія. Входить до муніципалітету Південно-Західна Фрисландія.
Його площа становить 3,32км², а населення станом на 2021 рік складало 50 осіб.
Розташоване на штучному острові, створеному наприкінці 1920-х років під час будівництва дамби Афслютдейк, яка відгородила затоку Зейдерзе від Ваттового моря, й утворивши таким чином штучне прісноводне озеро Ейсселмер. Лежить за 4 кілометри від узбережжя Фрисландії.